# Dexia seminigra
Dexia seminigra là một loài ruồi trong họ Tachinidae.